# Дебоснис, Генри
Генри Делактнак Дебоснис (1836 — 27 апреля 1883) — мужчина, казнённый за убийство своей третьей жены, Элизабет Уэллс. Его истинное происхождение остается неизвестным. Будучи в тюрьме, он много писал, оставив после себя в том числе криптограммы, которые так и не были расшифрованы.

## Биография
Точные детали биографии Генри Дебосниса неизвестны. По его собственным словам, он родился в Лиссабоне, Португалия. Однако его различные биографические самоописания содержали сомнительной достоверности подробности и нередко противоречили друг другу. Дебоснис рассказывал об участии в экспедиции на Северный полюс под командованием Макклюра с февраля 1848 по октябрь 1850 года, в нескольких войнах, таких как Крымская война, итальянская война 1859 года и франко-прусская война, и делал другие заявления, которые не находили подтверждения.
По словам Дебосниса, до прибытия в Эссекс он был женат дважды. Его первая жена была обнаружена утонувшей в реке в Нью-Йорке. Его вторая жена умерла в Филадельфии от голода. Обе смерти вызвали подозрения, но Генри избежал судебного преследования. В Эссекс он прибыл на яхте с цветной женщиной, которая, как он утверждал, была ещё одной его его женой, но вскоре она исчезла.
Генри называл себя художником-орнаменталистом и обладал талантом к рисованию. Он свободно владел шестью языками. Во время своего пребывания в Эссексе он считался тунеядцем, слоняющимся без дела, пока голод не вынудит его заняться физическим трудом. Он регулярно получал деньги от местной благотворительной организации.

### Брак в Эссексе
Через несколько недель после прибытия в Эссекс, 8 июня 1882 года, он женился на Элизабет (Бетси) Уэллс. Она была местной вдовой, имела четырёх дочерей и владела небольшой фермой, которую она унаследовала от своего первого мужа вместе с некоторой суммой денег.
Дебоснис убеждал жену передать ему право собственности на землю, но она отказывалась, что приводило к частым спорам между ними. В итоге Бетси была обнаружена убитой с двумя пулевыми ранениями головы и глубокой раной на шее.

## Арест, заключение и суд
Генри Дебоснис был арестован 1 августа 1882 года после того, как местные фермеры, увидевшие его подозрительные действия в лесу, обнаружили тело Бетси Уэллс.
Во время заключения он большую часть времени посвящал написанию мрачных стихов и прозы, а также составлению криптограмм. Тексты были на писаны на нескольких языках, в том числе французском, греческом, латыни, португальском и испанском. Дебоснис пользовался успехом у женщин, некоторые из которых посещали его во время заключения. Также в период заключения ему прислали три чемодана. Два содержали оружие и боеприпасы и были конфискованы, в третьем находились личные бумаги, криптограммы и стихи. Происхождение и отправитель чемоданов неизвестны.
Суд был назначен на 6 марта 1883 года и занял два дня. Присяжные, посовещавшись в течение восьми минут, вынесли вердикт, признав Дебосниса виновным в убийстве первой степени.
Дебоснис был повешен 27 апреля 1883 года, став вторым и последним человеком, повешенным в округе Эссекс. За казнью наблюдали около 2000 человек. Последними словами Дебошниса, по сообщению палача, были: «Я невиновен в этом преступлении. Вы совершили ошибку. Кровь на моем ноже была кровью бурундука». Генри заранее продал свое тело местному врачу за 15 долларов. Отчёт говорил, что его тело было покрыто татуировками, однако конкретное описание не приводилось.
Череп Генри Дебосниса и петля, при помощи которой он был повешен, выставлены в музее исторического центра Адирондака в Элизабеттауне, Нью-Йорк.

## Шифры Дебосниса

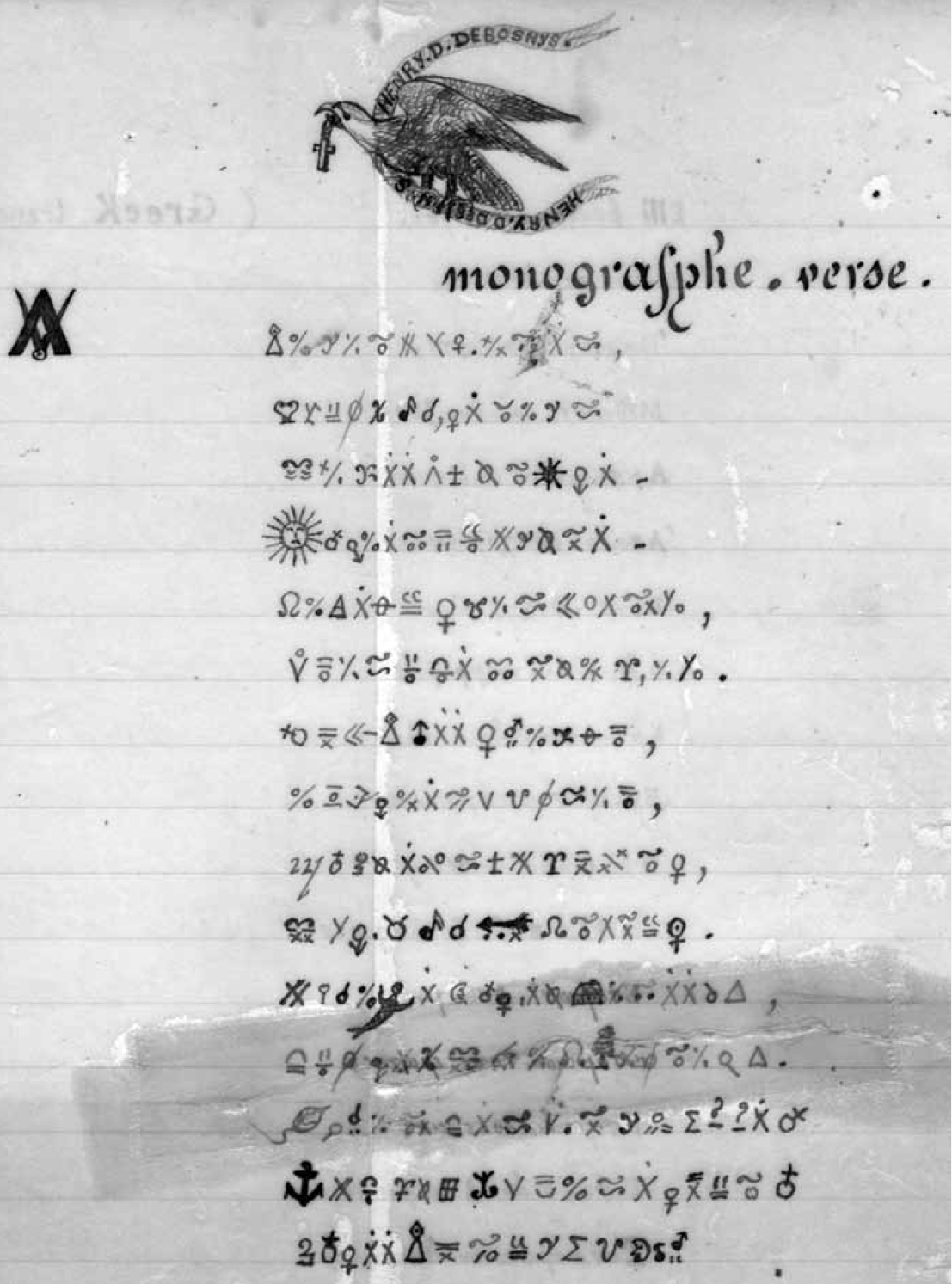
Зашифрованное стихотворение

Зашифрованные документы, составленные Дебоснисом, так и не были расшифрованы. Генри оставил большую часть своих бумаг одной из женщин, посещавших его во время заключения. Позже её внучка подарила их Музею Адирондака, где они хранятся до сих пор. Некоторые материалы из других источников были приобретены тем же музеем недавно, в 1991 году.
Среди рукописей Дебосниса выделяется одна, представляющая собой зашифрованное стихотворение. Каждая пара строк заканчивается одним и тем же символом (как и следует ожидать от простого рифмованного стихотворения). Это указывает на подстановочный шифр, в котором один символ может представлять несколько букв. Дебоснис утверждал, что его шифр широко использовался в Европе. Отмечаются некоторые сходства между его криптограммами и масонскими шифрами, такими как шифр Копиале и рукопись Фолджера. На оборотной стороне листа со стихотворением дан его греческий перевод. Однако исходный язык зашифрованного текста неизвестен. Это мог быть любой язык из числа тех, на которых Дебоснис свободно говорил, включая английский, французский, латынь, испанский или португальский.